# Córdoba (Veracruz)
Córdoba é uma cidade e sede do município de mesmo nome no estado mexicano de Veracruz. Foi fundada em 1618 e foi nomeada em homenagem a Diego Fernández de Córdoba.
Foi nesta cidade que o Tratado de Córdoba foi assinado em agosto de 1821 por Agustín de Iturbide e Juan O'Donojú para confirmar a independência do México da Espanha.